# Tedžon
Tedžon (korejsky 대전; 大田; Daejeon; Taejŏn) je město ve střední části Korejské republiky. V roce 2010 mělo populaci 1,5 mil. obyvatel a bylo pátým největším městem Jižní Koreje. Průmysl ve městě je především strojírenský (výroba dopravních prostředků), textilní, chemický a potravinářský. Město také plní úlohu dopravní křižovatky; má také univerzitu (založena 1952) a další vysoké školy.

## Dějiny
Do začátku 20. století byl Tedžon bezvýznamná vesnice, začal rychle růst až po otevření železniční tratě Soul – Pusan v roce 1905, na kterou navázala v roce 1914 železniční trať Tedžon – Mokpcho. Za korejské války v letech 1950-1953 byl Tedžon hlavním městem Jižní Koreje.

## Významní rodáci
- Anna Kim, rakouská spisovatelka

## Partnerská města
Partnerskými městy jsou:
- Binh Zuong, Vietnam (2005)
- Brisbane, Austrálie (2002)
- Calgary, Kanada (1996)
- Durban, Jihoafrická republika (2011)
- Guadalajara, Mexiko (1997)
- Montgomery County, USA (2017)
- Nanking, Čína (1994)
- Novosibirsk, Rusko (2001)
- Oda, Japonsko (1987)
- Sapporo, Japonsko (2010)
- Seattle, USA (1989)
- Šen-jang, Čína (2013)
- Uppsala, Švédsko (1999)